# Comité Internacional de Hockey sobre Patines
El Comité Internacional de Hockey sobre Patines (en francés Comité international de rink hockey, CIRH) es el órgano de gobierno específico para el hockey sobre patines de la Federación Internacional de Patinaje (FIRS).
En Europa, el Comité Europeo de Hockey sobre Patines (CERH) (en francés: Comité Européen de Rink-Hockey) es quien organiza y regula las competiciones, haciendo las funciones del CIRH a nivel continental.

## Miembros
Los cinco miembros actuales del CIRH son:
- Harro Strucksberg (Presidente)
- Francesco Rossi (Vicepresidente)
- Armando Quintanilla
- Bill Sisson
- Enrique Javier Rodríguez Bermúdez

## Competiciones
El CIRH organiza competiciones entre selecciones nacionales y clubes a nivel mundial.
- El Campeonato mundial de hockey sobre patines masculino "A" y "B"
- El Campeonato mundial de hockey sobre patines femenino
- El Campeonato mundial junior de hockey sobre patines masculino
- El Campeonato Mundial de Clubes de Hockey Patines